# Vicariat apostolique de Leticia
Le vicariat apostolique de Leticia (en latin : Vicariatus Apostolicus Laetitiae ; en espagnol : Vicariato apostólico de Leticia) est un vicariat apostolique de l'Église catholique en Colombie directement soumis au Saint-Siège.

## Territoire

Il comprend le département d'Amazonas, à l'exception du district de Puerto Alegría, qui appartient au vicariat apostolique de Puerto Leguízamo-Solano ce qui correspond à un territoire d'une superficie de 109 665 km2 divisé en 12 paroisses.
Le siège épiscopal est dans la ville de Leticia où se trouve la cathédrale Notre-Dame-de-la-Paix.

## Historique
La préfecture apostolique de Leticia est érigée le 8 février 1951 par la constitution apostolique Quo efficacius du pape Pie XII en prenant une partie du territoire du vicariat apostolique de Caquetá (aujourd'hui diocèse de Mocoa-Sibundoy). La mission est confiée aux capucins de la province de Catalogne.
Par le décret Per Constitutionem Apostolicam du 4 mars 1989 de la congrégation pour la propagation de la foi, la pastorale de la préfecture est confiée aux évêques du diocèse de Santa Rosa de Osos.
Le 23 octobre 2000, la préfecture apostolique est élevée au rang de vicariat apostolique par la constitution apostolique Cum in Praefectura du pape Jean-Paul II.
Il cède une portion de son territoire le 21 février 2013 pour l'érection du vicariat apostolique de Puerto Leguízamo-Solano.

## Préfets et évêques
- Marceliano Eduardo Canyes Santacana, O.F.M.Cap (11 janvier 1952 - 4 mars 1989)
- Alfonso Yepes Rojo (4 mars 1989 - 21 mai 1990)
  - Sede vacante (1990-1997)
- William de Jesús Ruiz Velásquez (8 juillet 1997 - 23 octobre 2000)
- José de Jesús Quintero Díaz, depuis le 23 octobre 2000